# Режомон (Верхние Пиренеи)
Режомо́н (фр. Réjaumont, окс. Rejaumont) — коммуна во Франции, находится в регионе Юг — Пиренеи. Департамент — Верхние Пиренеи. Входит в состав кантона Ланмезан. Округ коммуны — Баньер-де-Бигор.
Код INSEE коммуны — 65377.

## География

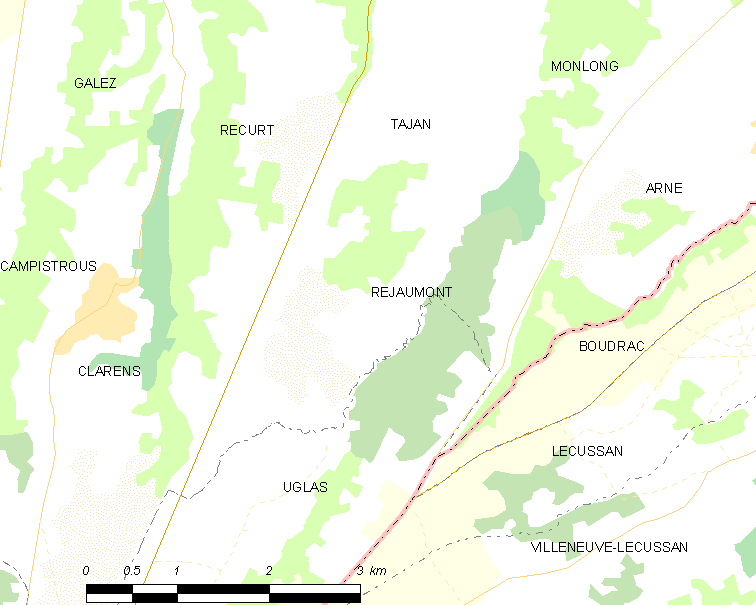
Карта коммуны

Коммуна расположена приблизительно в 650 км к югу от Парижа, в 95 км юго-западнее Тулузы, в 32 км к востоку от Тарба.
Коммуна расположена на плато Ланмезан. По территории коммуны протекает река Жер.

## Климат
Климат умеренно-океанический с солнечной тёплой погодой и обильными осадками на протяжении практически всего года.

## Население
Население коммуны на 2010 год составляло 184 человека.
| 1962 | 1968 | 1975 | 1982 | 1990 | 1999 | 2010 |
| ---- | ---- | ---- | ---- | ---- | ---- | ---- |
| 180  | 166  | 163  | 160  | 171  | 176  | 184  |

## Администрация
| Период | Период | Фамилия   | Партия | Примечания |
| ------ | ------ | --------- | ------ | ---------- |
| 2001   | 2020   | Ги Реналь |        |            |

## Экономика
В 2010 году среди 118 человек трудоспособного возраста (15—64 лет) 76 были экономически активными, 42 — неактивными (показатель активности — 64,4 %, в 1999 году было 67,3 %). Из 76 активных жителей работали 73 человека (38 мужчин и 35 женщин), безработных было 3 (2 мужчины и 1 женщина). Среди 42 неактивных 10 человек были учениками или студентами, 22 — пенсионерами, 10 были неактивными по другим причинам.